# Hyptis mutabilis
Hyptis mutabilis es una especie de planta perteneciente a las lamiáceas que se desarrolla en sabanas y sitios húmedos y abiertos de Suramérica.

## Descripción
Son hierbas o arbustos erectos, que alcanzan un tamaño de hasta 2 m de alto, aromáticas; tallos jóvenes vellosos o puberulentos con aguijones pequeños en los ángulos. Hojas generalmente lanceoladas, 2–8.5 cm de largo y 1–4.2 cm de ancho, ápice acuminado, base atenuada (obtusa o truncada), margen serrado cerca de los 3/4 apicales, envés en general fino pero densamente tomentoso; pecíolo 0.2–5 cm de largo. Inflorescencia panícula de cimas subcapitadas, a veces amontonadas y espiciformes, cimas 0.3–0.7 mm de largo y de ancho (menos capitada en fruto, pero con dimensiones similares), 5–20 flores, pedúnculo 0.2–0.4 cm de largo, brácteas obovadas (elípticas u oblongas), 3.5–4.5 mm de largo y 1.5–2.5 mm de ancho, ápice mucronado, frecuentemente las 2 inferiores fusionadas en la base, espatiformes y conspicuas, margen ciliado, envés glanduloso y generalmente velloso al menos en la base; cáliz 2–3 mm de largo, externamente glanduloso, escasamente velloso o puberulento (densamente velloso), internamente con tricomas en el ápice del tubo, dientes espiniformes, erectos, 0.8–1.2 mm de largo; corola generalmente purpúrea o azul (blanca), tubo 2.5–5 mm de largo, limbo 1–2 mm de largo. Cáliz fructífero 4.7–7.5 mm de largo y 1–2 mm de ancho, dientes 1–1.3 mm de largo; nuececillas 0.5–1 mm de largo, glabras.

## Distribución y hábitat
Especie muy común, se encuentra en áreas alteradas a una altitud de 200–1600 metros desde el sur de los Estados Unidos hasta Sudamérica y en las Antillas, pero quizás nativa de Brasil.

## Taxonomía
Hyptis mutabilis fue descrita por (A.Rich.) Briq. y publicado en Bulletin de l'Herbier Boissier 4(11): 788. 1896.
Etimología
Hyptis: nombre genérico que deriva de las palabras griegas: 
huptios para "vuelto", por la posición del labio inferior de la flor.
mutabilis: epíteto latíno que significa "cambiable, mutable".
Sinónimos
- Hyptis arvensis Poepp. ex Benth.
- Hyptis aspera M.Martens & Galeotti
- Hyptis barbata Schrank
- Hyptis canaminensis Rusby
- Hyptis canescens Kunth
- Hyptis canescens var. arvensis Benth.
- Hyptis micrantha Pohl ex Benth.
- Hyptis polystachya Kunth
- Hyptis racemosa Willd. ex Benth.
- Hyptis rostrata Salzm. ex Benth.
- Hyptis singularis Glaz.
- Hyptis spicata Poit.
- Hyptis spicata var. bromfieldii Benth.
- Hyptis spicata var. micrantha (Pohl ex Benth.) Benth.
- Hyptis spicata var. rostrata (Salzm. ex Benth.) Benth.
- Hyptis tenuiflora Benth.
- Hyptis trichocalyx Briq.
- Mesosphaerum barbatum (Schrank) Kuntze
- Mesosphaerum canescens (Kunth) Kuntze
- Mesosphaerum mutabile (Rich.) Kuntze
- Mesosphaerum mutabile f. albiflorum Kuntze
- Mesosphaerum mutabile f. coeruleum Kuntze
- Mesosphaerum mutabile var. polystachyum (Kunth) Kuntze
- Mesosphaerum mutabile var. spicatum (Poit.) Kuntze
- Mesosphaerum spicatum (Poit.) Rusby
- Nepeta mutabilis Rich.
- Teucrium rhombifolium Willd. ex Spreng.[4][5]